# خانه شاه اسماعیل
منزل شاه اسماعیل مربوط به دوره قاجار است و در آباده، خیابان آیت الله کاشانی، پشت مسجد جامع واقع شده و این اثر در تاریخ ۱۱ شهریور ۱۳۸۲ با شمارهٔ ثبت ۹۸۰۹ به‌عنوان یکی از آثار ملی ایران به ثبت رسیده است.